# Kühlungsborn
Kühlungsborn  är en stad och en badort i norra Tyskland, tillhörande Landkreis Rostock i förbundslandet Mecklenburg-Vorpommern. Den ligger vid Mecklenburgbukten i Östersjön, 25 km nordväst om Rostock.
Staden är känd för sin långa strandpromenad och många badhotell. Kühlungsborn är en av Tysklands äldsta badorter, grundad som badort på 1860-talet.  Sommartid är staden en populär destination för badgäster och cykelturister.

## Geografi
Kühlungsborn är beläget på en kustslätt längs östersjökusten mellan städerna Bad Doberan och Rerik i distriktet Rostock. Söder om staden ligger landskapet Kühlung, som är en långsmal höjd. Dennas högsta punkten ligger 129,8  meter över havet. Stadsbebyggelsen är ringformigt belägen omkring en central stadsskog, Stadtwald.

## Historia
Staden Kühlungsborn grundades 1938 genom sammanläggningen av kommunerna Brunshaupten, Arendsee och Fulgen.

### Östtyska tiden
Under DDR-tiden tillhörde staden distriktet Bad Doberan inom länet Rostock (1952–1990). 1953 exproprierades och förstatligades omkring 50 hotel och pensionat i Kühlungsborn. Därefter förvaltades de av fackförbundet FDGB och staden blev Östtysklands största badort.  På grund av närheten till Västtyskland övervakades kusten ständigt mellan 1961 och 1989, för att stoppa flyktförsök över Östersjön.
Staden var även under det kommunistiska styret stationeringsort för ett specialförband underordnat Volksmarine, DDR:s attackdykare (Kampfschwimmer). Enheten var bland annat utrustad med materiel inköpt på den öppna marknaden i Sverige.

### Befolkningsutveckling
Befolkningsutveckling  i Kühlungsborn
Källa:,

## Vänorter
Kühlungsborn har följande vänorter:
- Büsum i Tyskland
- Grömitz, i Tyskland
- Zelenogradsk, i Ryssland

## Kommunikationer

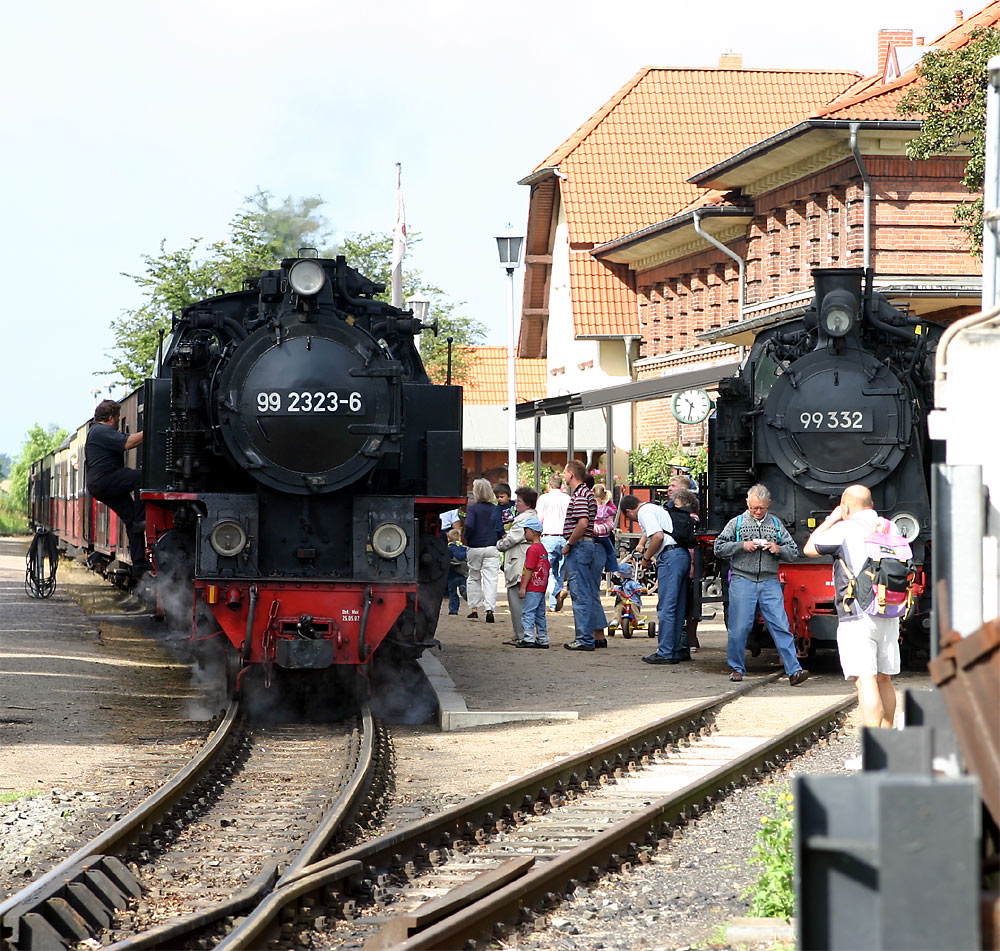
Ånglok vid stationen Kühlungsborn West

Stationen Kühlungsborn West är ändpunkten för den smalspåriga järnvägen Kühlungsborn-Bad Doberan, som använder ånglok.